# Ресурси
Ресурси су у општем значењу, постојеће материјалне и нематеријалне вредности социјалне заједнице које стоје на располагању и могу бити коришћене за реализацију различитих програма социјалног рада. Постоји подела на људске ресурсе као и објекте или услуге који помажу бригу о клијенту или задовољавају неке од његових потреба. Основна вештина у социјалном раду у заједници јесте познавање постојећих ресурса и њихово активирање у корист клијента. Ресурсима се такође сматрају и услуге других служби, владини програми, волонтерске активности, групе за самопомоћ или појединци у заједници који поседују вештине, квалификације и мотивацију да помогну клијенту.